# جيمس مريديث
جيمس مريديث (بالإنجليزية: James Meredith)‏ هو عسكري أمريكي، ولد في 11 أبريل 1872 في أوماها في الولايات المتحدة، وتوفي في 18 يناير 1915.